# 山手学院中学校・高等学校
山手学院中学校・高等学校（やまてがくいんちゅうがっこう・こうとうがっこう）は、神奈川県横浜市栄区上郷町に所在し、中高一貫教育を提供する私立中学校・高等学校。

## 概要
有隣堂とは密接なつながりがあり、創設者姉弟（江守節子、松信幹男）は同書店創業社長の長女と七男であり、現理事長・学院長は次女である。

## 建学の精神
「未来への夢をはぐくみ、その夢の実現をたくましくになっていく人」すなわち「世界を舞台に活躍でき、世界に信頼される人間を育てる」
建学の精神を実現するために「三本の柱」を教育方針に定めている。三つの柱の中心にある自由とは、自らに誇りを持つとともに、他者の誇りと他者の自由を尊重する姿勢の上に成り立つ自由で、すなわち「Wise Freedom」という。
- 国際交流 - Global Understanding and Cultural Exchange
- 教科教育／進路指導 - Learning for Life
- 誠人教育 - The 3 Cs ・・・ Courtesy（礼儀正しさ）、Compassion（真心・思いやり）、Courage（勇気）

## 国際交流
建学の精神にもあるように、国際的な人間を育てることを目指している。そのため、中学3年生でオーストラリアへ、高校2年生で北米へ、それぞれ現地でホームステイをする修学旅行を実施している。海外へ行くだけでなく、海外から日本へ高校生を招くリターンヴィジットも実施しており、国際的な交流の機会を多く設けている。また、学校法人となる以前の山手学院の前身が英語塾であることから、その名残で現在でも英語教育を重点的に行っている。中学生では、オーストラリア研修に向け、Englishというイギリス英語の授業が行われている。
中学3年、高校1年の7月末から10日間シンガポールのACSインターナショナルスクールの授業に参加したり、ディスカッションやプレゼンテーションをする希望制のプログラムを実施している。9月にはリターンビジットも実施されている。

## 沿革
- 1966年（昭和41年） - 山手学院中学校設立（男子校）、2年間の入寮義務化。
- 1969年（昭和44年）
  - 山手学院高等学校設立、男女共学化。
  - アメリカ研修旅行開始（ワシントン州デイトン市）。現在まで継続している。
  - この当時、学院近くの港南台遺跡群第2次調査（1969年12月～1970年3月）で行われていた榎戸第4遺跡の発掘調査現場に歴史研究部の生徒が侵入し、遺物を持ち去り遺構を乱掘して調査を台無しにする不祥事が発生[1]。
- 1970年（昭和45年） - 全寮制となる。
- 1979年（昭和54年） - 寮内で運動部員が暴力を振るっていたとして神奈川県警察が生徒6人を傷害容疑で逮捕、25人が補導。生徒の飲酒を黙認していたとして指導員が取り調べを受ける。寮内では1975年（昭和50年）にも暴力事件が発生しており警察沙汰は2回目[2]。
- 1980年（昭和55年） - 高等学校の通学制導入。
- 1982年（昭和57年） - 中学校の通学制導入。
- 1986年（昭和61年） - 高等学校に理数コースを設置。
- 2002年（平成14年） - 週5日制導入。
- 2010年（平成22年） - 併設型中学校・高等学校認可。この年の中学入学生から、高校進学時における高校入学生との混成クラス編成がなくなり、中高一貫クラス編成を施行。

（出典：学校公式サイト）

## 部活動

### 運動部
- 空手道部
- 弓道部
- 剣道部
- 硬式野球部（高校のみ）
- 軟式野球部（中学のみ）
- サッカー部
- 柔道部
- 水泳部
- 卓球部
- ダンス部
- チアリーダー部
- テニス部
- バスケットボール部
- バドミントン部
- バレーボール部
- マウンテンバイク部
- ラグビー部
- 陸上競技部

### 文化部
- アニメーション部
- 囲碁・将棋部
- 演劇部
- 合唱部
- 華道部
- 軽音楽部(高校のみ)
- 茶道部
- 写真部
- 書道部
- 吹奏楽部
- 生物部
- 箏曲部
- 日本画部
- ねころ部
- 美術部
- 文藝創作部
- ボランティア部
- 理工学部

## 交通アクセス
出典 : 
鉄道
- JR根岸線 港南台駅より徒歩で約12分。

路線バス
| 乗車駅            | 系統                                                             | 下車停留所             | 運行事業者 |
| ----------------- | ---------------------------------------------------------------- | ---------------------- | ---------- |
| JR根岸線 港南台駅 | 45・111                                                          | 「横浜女子短期大学前」 | ■横浜市営  |
| JR根岸線 港南台駅 | 港31・港81・港82・港33・港39・港87・港35・港55・港36・港40・港93 | 「山手学院入口」       | ■神奈中    |

## 著名な出身者
- 石井苗子（参議院議員、俳優）
- 高原豪久（ユニ・チャーム社長、日本経営協会会長、日本衛生材料工業連合会会長）
- 日下部正樹（TBSテレビに所属する日本のジャーナリスト、ニュースキャスター、報道記者）
- 浅葉彩（アナウンサー）
- 水谷徹（サントリービール代表取締役社長）
- 二村愛（俳優）
- SHIN（CLIFF EDGEメンバー）
- 浅野重人（ラフティング・アスリート）
- 竹本一彦（サッカー指導者）
- 田澤耕（法政大学教授）
- 木高イサミ（プロレスラー）
- 土居愛実（セーリング選手）
- 平岡亜紀（俳優）
- 小永井一歩（ニッポン放送記者）
- 西本たける (お笑い芸人、俳優)
- 紫月杏朱彩（声優）